# Comté de Rockingham (Caroline du Nord)
Pour les articles homonymes, voir Comté de Rockingham.
Le comté de Rockingham est un comté situé dans l'État de Caroline du Nord aux États-Unis.

## Démographie
| 1790  | 1800  | 1810   | 1820   | 1830   | 1840   |
| ----- | ----- | ------ | ------ | ------ | ------ |
| 6 211 | 8 277 | 10 316 | 11 474 | 12 935 | 13 442 |

| 1850   | 1860   | 1870   | 1880   | 1890   | 1900   |
| ------ | ------ | ------ | ------ | ------ | ------ |
| 14 495 | 16 746 | 15 708 | 21 744 | 25 363 | 33 163 |

| 1910   | 1920   | 1930   | 1940   | 1950   | 1960   |
| ------ | ------ | ------ | ------ | ------ | ------ |
| 36 442 | 44 149 | 51 083 | 57 898 | 64 816 | 69 629 |

| 1970   | 1980   | 1990   | 2000   | 2010   | - |
| ------ | ------ | ------ | ------ | ------ | - |
| 72 402 | 83 426 | 86 064 | 91 928 | 93 643 | - |